# Ninomiya Masayuki
En aquest nom japonès, el cognom és Ninomiya.
Ninomiya Masayuki (japonès: 二宮正之, Ninomiya Masayuki; Tòquio, 1938) és un escriptor, traductor, professor honorari a la Universitat de Ginebra japonès i antic professor de l'Institut national des langues et civilisations orientales (1969-1998) i l'Université de Paris III (1976-1989).

## Obres
- Kobayashi Hideo no koto de Kobayashi Hideo, Iwanami Shoten, Tokyo, 2000. (Geijutsu-enshô Monbu-kagaku daijin-shô, 2001).
- La pensée de Kobayashi Hideo - Un intellectuel japonais au tournant de l'Histoire, (1989, INALCO, Paris), Droz, Genève, 1995.
- Watashi no naka no Sharutoru/Chartres au cœur de ma mémoire, Chikuma Shobō, Tokyo, 1990. (Nihon esseisuto kurabu shô, 1991).
- Traduction en japonais de la Correspondance André Gide-Paul Valéry, 2 Vol. Chikuma Shobō, Tôkyô, 1986.
- Premiers principes de japonais naruhodo